# Krajta skvrnitá
Krajta skvrnitá (Antaresia childreni), neboli krajta Childrenova (na počest anglického vědce Johna George Childrena), je druh krajty žijící v Austrálii.
Žije na severu Západní Austrálie, na severní třetině Severního teritoria, na severovýchodě Queenslandu a na ostrovech Torresova průlivu.
Dospělí jedinci mají průměrně délku zhruba metr, maximálně metr a půl.